# Matsui Okinaga
Matsui Okinaga est un nom japonais traditionnel ; le nom de famille (ou le nom d'école), Matsui, précède donc le prénom (ou le nom d'artiste).
Matsui Okinaga (松井 興長, 1582-24 juillet 1661), aussi appelé Nagaoka Sado (長岡 佐渡), est un samouraï au service du clan Hosokawa au début de l'époque d'Edo (XVIIe siècle). C'est Nagaoka Sado lui-même qui a protégé Miyamoto Musashi pour que celui-ci soit à même d'affronter en duel le fameux Sasaki Kojirō en 1612. 

## Source de la traduction
- (en) Cet article est partiellement ou en totalité issu de l’article de Wikipédia en anglais intitulé « Matsui Okinaga » (voir la liste des auteurs).